# Nitidoguina sedlaceki
Nitidoguina sedlaceki är en insektsart som beskrevs av Young 1986. Nitidoguina sedlaceki ingår i släktet Nitidoguina och familjen dvärgstritar. Inga underarter finns listade i Catalogue of Life.